# Phare de Mikomotoshima
Le phare de Mikomotojima (神子元島灯台, Mikomotojima tōdai) est un phare situé à Mikomoto-jima, petit ilot inhabité d'une superficie de 0,1 km2 à 11 km au sud du port de Shimoda dans la préfecture de Shizuoka au Japon sur la côte de l'océan Pacifique.

## Histoire
Le phare de Mikomotojima est l'un des huit phares construit durant l'ère Meiji de l'histoire du Japon en vertu des dispositions du traité d'amitié et de commerce anglo-japonais de 1858, signé à l'époque par le bakumatsu du shogunat Tokugawa. Le phare, dessiné et construit par le o-yatoi gaikokujin et ingénieur britannique Richard Henry Brunton, est remarquable en ce qu'il est la première structure en béton construite au Japon. Brunton construisit 25 autres phares de l'extrême nord de Hokkaidō au sud du Kyūshū durant sa carrière au Japon.
Ce phare a été l'un des premiers dessinés par Brunton et aussi l'un des plus difficiles à concevoir. L'île est située dans une partie mouvementée de la mer et les côtes de l'île sont très raides. En 1871, Brunton écrit dans un essai  que :

« Le phare est en pierre, fait 58 pieds de haut jusqu'à la semelle de la lanterne. Il a la forme d'un cône tronqué et est surmontée d'un chapiteau comportant vingt-quatre évidements en arc gothique autour. Le diamètre à la base est de 22 pieds et de 16 pieds en haut. L'épaisseur des murs à la base est de 6 pieds et de 3 pieds au sommet. Il est équipé d'un escalier en colimaçon de keaki. La lumière montre tout l'horizon, et un rayon rouge de 55" est inséré, qui couvre tous les dangers entre lui et le rivage. Le travail de la découpe de la pierre pour préparer les fondations de la tour a été commencé en avril 1869 et le phare allumé le 1er janvier 1871. »

Le phare est allumé le 1er janvier 1871 lors d'une cérémonie en présence du consul général britannique Sir Harry Smith Parkes et des officiels japonais Sanjō Sanetomi, Ōkubo Toshimichi et Ōkuma Shigenobu.
Le phare de Mikomotojima est actuellement le plus ancien phare encore en usage au Japon. Il est considéré par l'Association internationale de signalisation maritime comme l'un des « Cent phares les plus importants dans le monde » et par l'administration japonaise comme site historique national.

## Source de la traduction
- (en) Cet article est partiellement ou en totalité issu de l’article de Wikipédia en anglais intitulé « Mikomotoshima Lighthouse » (voir la liste des auteurs).